# Vida de artista
Vida de Artista, (Künstlerleben en alemán), Op.316, es un vals compuesto por Johann Strauss (hijo) en 1867, poco tiempo después del éxito de Danubio azul.
Tras la derrota de la armada austriaca en la Batalla de Sadowa, el país se encontraba en una grave depresión, por lo que muchos de los festivales habían sido cancelados. Ante esta situación, tres días después de la exitosa presentación de El Danubio Azul en la Dianabad-Saal, el 18 de febrero de 1867 Josef y Johann presentaron su Vida de artista, en honor a la Asociación de Artistas Hesperus, a la cual pertenecían ambos hermanos.